# زالوگوواتس
زالوگوواتس (به صربی: Zalogovac) یک منطقهٔ مسکونی در صربستان است که در ورورین واقع شده‌است. زالوگوواتس ۸۸۱ نفر جمعیت دارد.